# Polmos

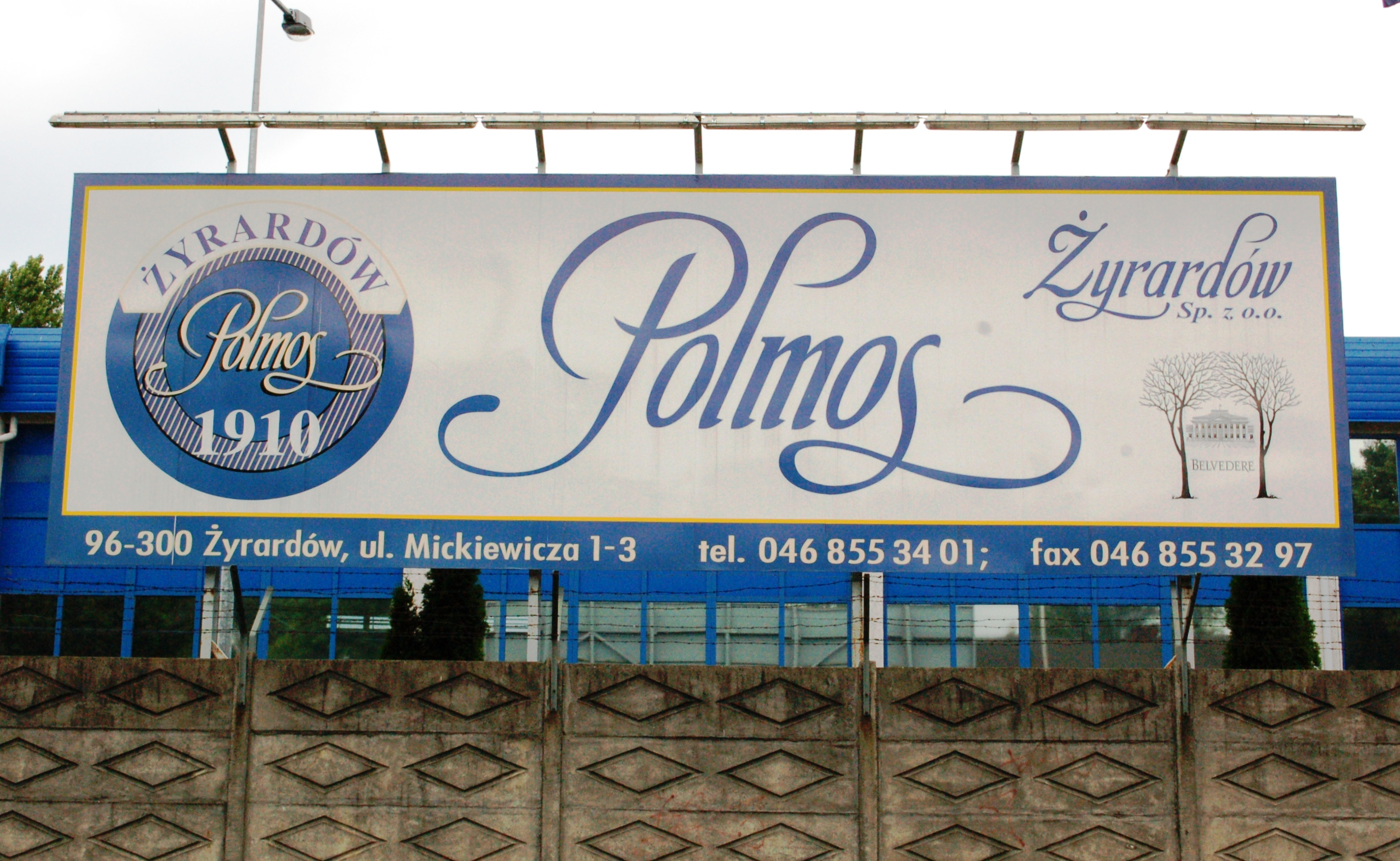
Reklama Polmos Żyrardów

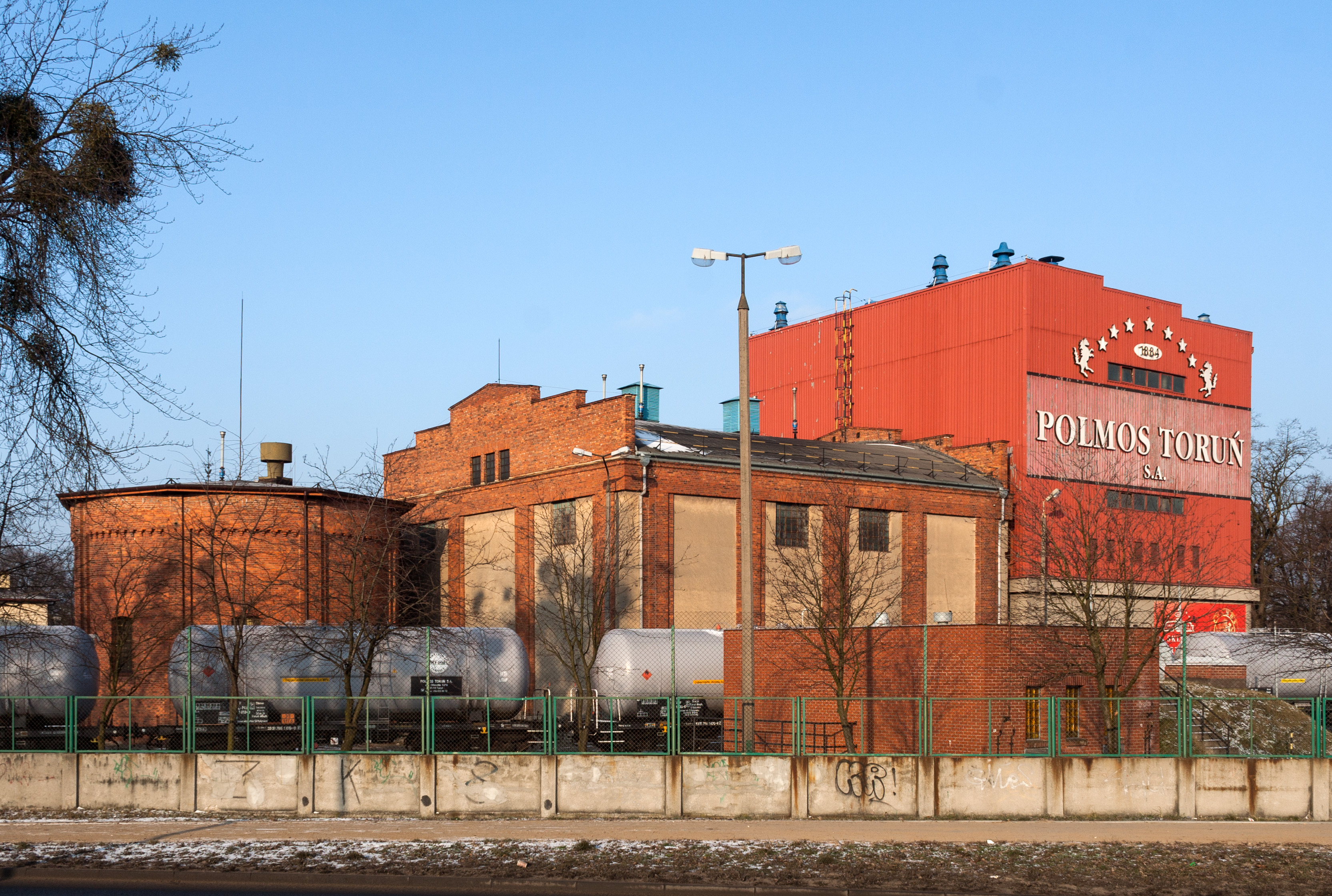
Polmos Toruń, obecnie Toruńskie Wódki Gatunkowe

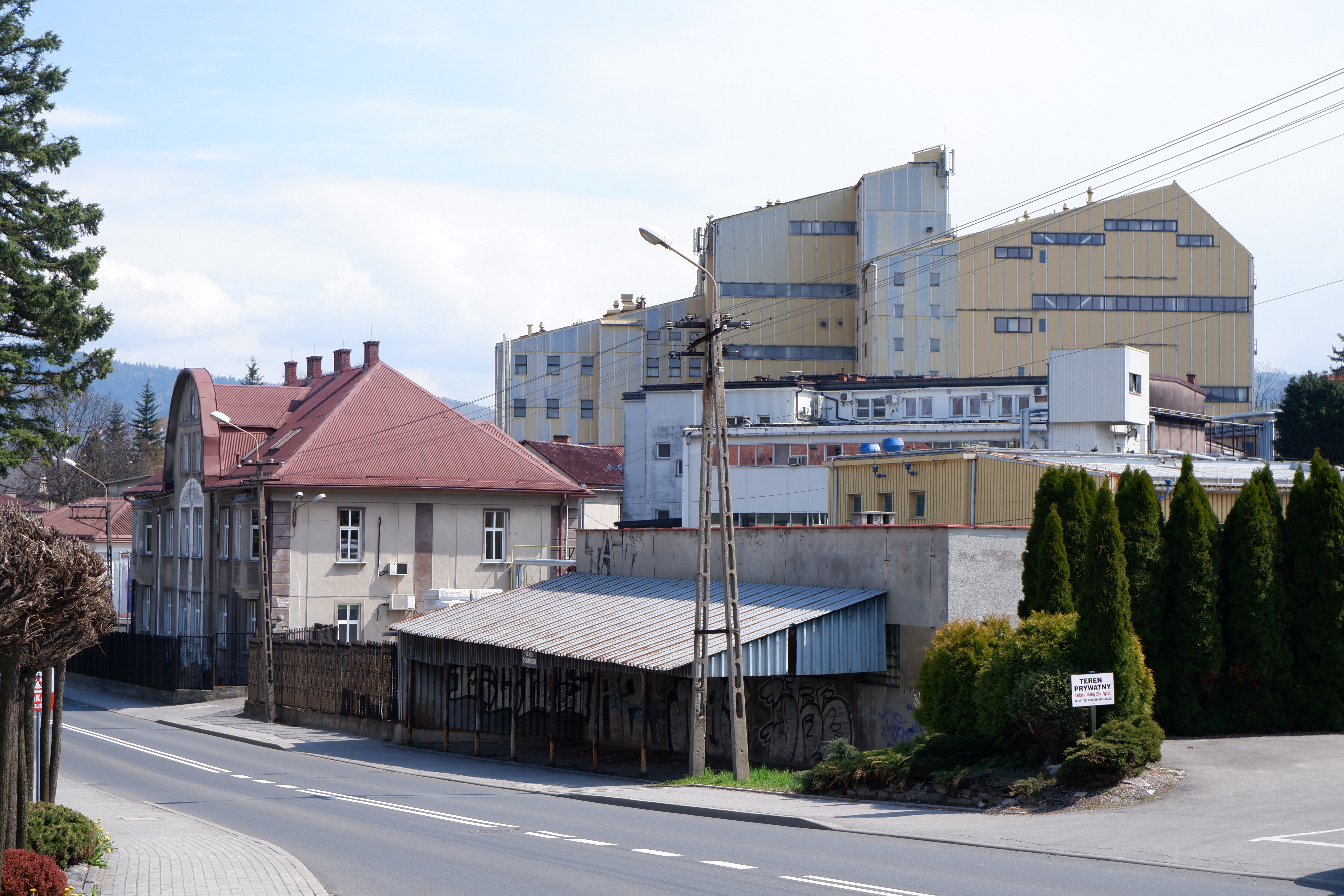
Polmos Bielsko-Biała

Polmos (akronim od słów „polski monopol spirytusowy”) – nazwa przedsiębiorstw państwowych, które w latach PRL (historia samego monopolu spirytusowego sięga lat 20. XX wieku) miały monopol na produkcję wódek i innych produktów spirytusowych. Często produkowały także drożdże przemysłowe i piekarskie lub ocet.
Po przejęciu władzy przez komunistów, w 1944 r. branżą zarządzał przedwojenny jeszcze Państwowy Monopol Spirytusowy, w 1949 przekształcony w Centralny Zarząd Przemysłu Spirytusowego, w 1959 w Zjednoczenie Przemysłu Spirytusowego i Drożdżowego „Polmos”, w 1972 w Państwowe Przedsiębiorstwo Przemysłu Spirytusowego „Polmos”.
Po 1989 większość z Polmosów trafiła w ręce kapitału zagranicznego lub prywatnych inwestorów. W 1999 r. w przetargu rozdysponowano marki dotychczasowego Polmosu.
W 1989 r. w ramach demonopolizacji przedsiębiorstwo Polmos podzielono na 25 przedsiębiorstw. Podział znaków towarowych, polskich marek o różnej renomie i wartości sprzedaży przedstawiał się następująco:
| Znaki towarowe                                                                    | Nowy właściciel po demonopolizacji | Obecny właściciel/status                             |
| --------------------------------------------------------------------------------- | ---------------------------------- | ---------------------------------------------------- |
| Luksusowa                                                                         | Polmos Zielona Góra                | Pernod Ricard                                        |
| Wyborowa, Polish Cherry                                                           | Polmos Poznań                      | Pernod Ricard (zlikwodowany)                         |
| Krakus                                                                            | Polmos Wrocław                     | Akwawit S.A.                                         |
| Żubrówka                                                                          | Polmos Białystok                   | Maspex                                               |
| Soplica                                                                           | ŚFD Sp. z o.o. w Wołczynie         | Maspex                                               |
| Żołądkowa Gorzka                                                                  | Polmos Lublin                      | Stock Polska                                         |
| Krupnik                                                                           | FWG w Starogardzie Gdańskim        | Marie Brizard Wine & Spirits (Belvedere)             |
| Polonaise                                                                         | Polmos Łańcut                      | Marie Brizard Wine & Spirits (Belvedere)             |
| Stołowa Wódka Czysta                                                              | Polmos Żyrardów                    | Marie Brizard Wine & Spirits (Belvedere)             |
| Starka                                                                            | Polmos Szczecin                    | Szczecińska Fabryka Wódek „STARKA”                   |
| Chopin Vodka, Likier Chopin, Młody Ziemniak, Millennium, Baltic Vodka. Lemon Tree | Polmos Siedlce                     | Podlaska Wytwórnia Wódek „Polmos”                    |
| Extra Żytnia, Wiśniak na Rumie                                                    | Polmos Bielsko-Biała               | Polmos Bielsko-Biała                                 |
| Śliwowica, Biała Wytrawna                                                         | Polmos Toruń                       | Toruńskie Wódki Gatunkowe                            |
| Spirytus Rektyfikowany, Wódka Zbożowa Mieszana                                    | Polmos Warszawa                    | Polmos Warszawa                                      |
| Winiak Klubowy                                                                    | Koneser Warszawa                   | Warszawska Wytwórnia Wódek Koneser Jarosław Nowociel |
| Klubowa Specjalna                                                                 | Polmos Łódź                        | zlikwidowany (obecnie Monopolis)                     |
| Jarzębiak, Ratafia                                                                | Polmos w Sieradzu                  | zlikwidowany                                         |
| Winiak Luksusowy, Winiak Pałacowy                                                 | Polmos Kraków                      | zlikwidowany                                         |